# 1-й провулок Гетьмана Сагайдачного (Мелітополь)
1-й провулок Гетьмана Сагайдачного — провулок у Мелітополі. Починається від вулиці Гетьмана Сагайдачного і закінчується на розі, від якого, своєю чергою, починається вулиця Бориса Михайлова.
Складається переважно з приватного сектора. Покриття асфальтове, низькоякісне.

## Назва
До 2016 року провулок звався на честь Михайла Васильовича Фрунзе — радянського державного і військового діяча, який керував, у тому числі, військовими діями Червоної армії в роки Громадянської війни в районі Мелітополя.
У 2016 році провулок був перейменований на честь Петра Конашевича-Сагайдачного (1577—1622) — гетьмана Війська Запорізького, мецената православних шкіл, організатора успішних походів козаків проти Кримського ханства, Османської імперії та Російського царства.
У Мелітополі також є вулиця Гетьмана Сагайдачного та 2-й провулок Гетьмана Сагайдачного . На деяких картах нумерація провулків вказана неправильно (зокрема, на сервісах Яндекс. Карти та Google Maps).

## Історія
Точна дата заселення сучасного 1-го провулка Гетьмана Сагайдачного невідома. Як окремий адресний об'єкт провулок з'явився 21 жовтня 1965 під назвою 1-й провулок Фрунзе, коли міськвиконком ухвалив рішення виділити його з початкового відрізку вулиці Комінтерну (нині Бориса Михайлова). Раніше 1-м провулком Фрунзе називалася ділянка сучасної вулиці Покровської.
2016 року провулок перейменували на честь Петра Сагайдачного. Перейменування було здійснено в рамках реалізації закону України про декомунізацію. У березні 2016 року нова назва була запропонована комісією з розгляду питань ліквідації символів тоталітаризму та повернення історичних назв при Мелітопольському міськвиконкомі та затверджена Запорізькою облдержадміністрацією.

## Об'єкти
- Ремонтно-механічне підприємство «РМП-Вид»[6]

## Галерея
|                                        |                                        |                 |
| початок від вул. Гетьмана Сагайдачного | табличка з попередньою назвою провулку | промислова зона |